# Adrian Mihalčišin
Adrian Mihalčišin (in ucraino Адріян Михальчишин?, Adrijan Bohdanovyč Mychal'čyšyn, traslitterato anche Adrian Mikhalchishin secondo lo stile anglosassone; Leopoli, 18 novembre 1954) è uno scacchista ucraino naturalizzato sloveno (sovietico fino al 1992).
Grande maestro dal 1978, vinse due volte il campionato sovietico juniores (1977, 1980).
Partecipò a quattro Campionati sovietici, ottenendo il miglior risultato a Leopoli nel 1984, col 4º posto.
Ha preso parte a quattro Olimpiadi: nel 1992 con l'Ucraina, nel 2000, 2002 e 2004 con la Slovenia, ottenendo il risultato complessivo di +7 =24 –6.
Nel 1999 si è trasferito in Slovenia, acquisendone la cittadinanza.
Altri risultati:
- 1977 : 1º a Roma
- 1978 : 1º a Vrnjačka Banja e a Pécs
- 1979 : 1º a Lipsia
- 1980 : 1º a Copenaghen
- 1982 : 1º a Vienna
- 1983: =1º a Mykolaïv
- 1986 : 2º al torneo di Hastings 1985/86
- 2002: vince il campionato della Slovenia

Ha svolto per molti anni l'attività di allenatore di scacchi. Negli anni 1980-1986 è stato uno degli allenatori di Anatolij Karpov. È stato allenatore delle squadre olimpiche olandese, polacca e slovena. Nel 2004 è stato nominato "Senior Trainer" dalla FIDE.
Dal 2005 è vicepresidente del "Trainers Committee" della FIDE.
Assieme ad Oleksandr Beljavs'kyj ha scritto i seguenti libri: Winning endgame technique (1995), Fianchetto Grünfeld (1998), The Two Knights defence (1999), Winning endgame strategy (2000), Modern endgame practice (2002), Secrets of chess intuition (2002).
Ha prodotto tre DVD video per la ChessBase: The Secret Weapons of the Champions (2007), Decision making in chess (2007), Power of Planning (2009).